# Diego Agurto
Diego Agurto Vilela (Talara, 13 de noviembre de 1927-1 de julio del 2002) fue un futbolista peruano que se desempeñó como defensa central y destacó en el Sport Boys donde obtuvo dos títulos de la Primera División del Perú. 
Tras su retiro fue entrenador de Sport Boys, Sporting Cristal, Atlético Torino entre otros clubes peruanos.

## Selección peruana
Fue internacional con la selección de fútbol de Perú en el Campeonato Panamericano de Fútbol realizado en Chile en 1952.

## Clubes

### Como futbolista
| Club       | País | Año         |
| ---------- | ---- | ----------- |
| Sport Boys | Perú | 1950 - 1958 |

### Como entrenador
| Club              | País | Año         |
| ----------------- | ---- | ----------- |
| Sport Boys        | Perú | 1968        |
| Octavio Espinosa  | Perú | 1970        |
| Atlético Torino   | Perú | 1971        |
| Deportivo Sima    | Perú | 1972        |
| Unión Tumán       | Perú | 1973        |
| José Gálvez       | Perú | 1973        |
| Sport Boys        | Perú | 1974        |
| Unión Huaral      | Perú | 1975        |
| Deportivo Junín   | Perú | 1976        |
| Sporting Cristal  | Perú | 1976 - 1977 |
| Alfonso Ugarte    | Perú | 1977        |
| Atlético Torino   | Perú | 1978        |
| Unión Huaral      | Perú | 1979        |
| Juventud La Palma | Perú | 1979        |
| Atlético Torino   | Perú | 1980 - 1981 |
| Atlético Chalaco  | Perú | 1982        |
| A.D.T.            | Perú | 1983 - 1984 |
| Huancayo F.C.     | Perú | 1985        |
| La Joya           | Perú | 1985        |
| Cienciano         | Perú | 1986 - 1987 |
| A.E.L.U.          | Perú | 1989 - 1990 |
| León de Huánuco   | Perú | 1991 - 1992 |
| Atlético Torino   | Perú | 1994 - 1995 |
| I.M.I.            | Perú | 1998 - 1999 |

## Palmarés

### Como jugador
| Título           | Club       | País | Año  |
| ---------------- | ---------- | ---- | ---- |
| Primera División | Sport Boys | Perú | 1951 |
| Primera División | Sport Boys | Perú | 1958 |

### Como entrenador
| Título    | Club            | País | Año  |
| --------- | --------------- | ---- | ---- |
| Copa Perú | Atlético Torino | Perú | 1994 |
| Copa Perú | IMI             | Perú | 1998 |